# Rosja na Letnich Igrzyskach Olimpijskich 1996
Rosję na Letnich Igrzyskach Olimpijskich 1996 reprezentowało 391 zawodników: 232 mężczyzn i 159 kobiet.

## Zdobyte medale
| Medal  | Zawodnik | Dyscyplina             | Konkurencja                               | Rezultat                                                            |
| ------ | --- | ---------------------- | ----------------------------------------- | ------------------------------------------------------------------- |
| Złoto  | Oleg Saitow | Boks                   | waga półśrednia (do 67 kg)                | w finale pokonał Kubańczyka Juana Hernándeza Sierrę                 |
| Złoto  | Swietłana Chorkina | Gimnastyka             | ćwiczenia na poręczach                    |                                                                     |
| Złoto  | Aleksiej Niemow, Aleksiej Woropajew, Jewgienij Podgorny, Dmitrij Wasilienko, Siergiej Charkow, Nikołaj Kriukow, Dmitrij Trusz                                                 | Gimnastyka             | wielobój drużynowo                        | 576,778                                                             |
| Złoto  | Aleksiej Niemow | Gimnastyka             | skok przez konia mężczyzn                 | 9,787 pkt                                                           |
| Złoto  | Aleksiej Niemow | Gimnastyka             | wielobój indywidualnie                    | 58,374 pkt                                                          |
| Złoto  | Zulfija Zabirowa | Kolarstwo szosowe      | jazda indywidualna na czas kobiet         | 36:40                                                               |
| Złoto  | Swietłana Mastierkowa | Lekkoatletyka          | bieg na 800 m kobiet                      | 1:57,73 min                                                         |
| Złoto  | Swietłana Mastierkowa | Lekkoatletyka          | bieg na 1500 m kobiet                     | 4:00,83 min                                                         |
| Złoto  | Jelena Nikołajewa | Lekkoatletyka          | chód na 10 km                             | 41:49 min                                                           |
| Złoto  | Aleksandr Popow | Pływanie               | 50 m stylem dowolnym                      | 22,13                                                               |
| Złoto  | Aleksandr Popow | Pływanie               | 100 m stylem dowolnym                     | 48,74                                                               |
| Złoto  | Denis Pankratow | Pływanie               | 100 m stylem motylkowym                   | 52,27                                                               |
| Złoto  | Denis Pankratow | Pływanie               | 200 m stylem motylkowym                   | 1:56,51                                                             |
| Złoto  | Aleksiej Pietrow | Podnoszenie ciężarów   | waga do 91 kg                             | 402,5 kg                                                            |
| Złoto  | Andriej Czemierkin | Podnoszenie ciężarów   | waga powyżej 108 kg                       | 457,5 kg                                                            |
| Złoto  | Dmitrij Sautin | Skoki do wody          | wieża 10 m                                | 692,34 pkt                                                          |
| Złoto  | Olga Kłoczniewa | Strzelectwo            | Pistolet pneumatyczny 10 m                | 490,1 pkt                                                           |
| Złoto  | Artiom Chadżybiekow | Strzelectwo            | karabin pneumatyczny 10 m                 | 695,7 pkt                                                           |
| Złoto  | Boris Kokoriew | Strzelectwo            | pistolet dowolny 50 m                     | 666,4 pkt                                                           |
| Złoto  | Ilgar Mamiedow, Władisław Pawłowicz, Dmitrij Szewczenko | Szermierka             | floret mężczyzn drużynowo                 | w finale pokonali drużynę Polski 45:40                              |
| Złoto  | Aleksandr Biekietow | Szermierka             | szpada mężczyzn indywidualnie             | w finale pokonał Kubańczyka Ivána Trevejo 15:14                     |
| Złoto  | Stanisław Pozdniakow | Szermierka             | szabla mężczyzn indywidualnie             | w finale pokonał Siergieja Szarikowa 15:12                          |
| Złoto  | Grigorij Kirijenko, Stanisław Pozdniakow, Siergiej Szarikow | Szermierka             | szabla mężczyzn drużynowo                 | w finale pokonali zespół Węgier 45:25                               |
| Złoto  | Wadim Bogijew | Zapasy                 | styl wolny waga do 68 kg                  | w finale pokonał Amerykanina Townsenda Saundersa                    |
| Złoto  | Buwajsar Sajtijew | Zapasy                 | styl wolny waga do 74 kg                  | w finale pokonał Koreańczyka Park Jang-Soon                         |
| Złoto  | Chadżymurad Magomiedow | Zapasy                 | styl wolny waga do 82 kg                  | w finale pokonał Koreańczyka Yang Hyun-Mo                           |
| Złoto  | Aleksandr Karielin | Zapasy                 | styl klasyczny waga do 130 kg             | w finale pokonał Amerykanina Matta Ghaffariego                      |
| Srebro | Jana Batyrszina | Gimastyka artystyczna  | indywidualnie                             | 39,382 pkt                                                          |
| Srebro | Dina Koczetkowa, Rozalija Galijewa, Swietłana Chorkina, Jelena Groszewa, Jelena Dołgopołowa, Jewgienija Kuzniecowa, Oksana Liapina                                            | Gimnastyka             | wielobój drużynowo                        | 388,404 pkt                                                         |
| Srebro | Eduard Gritsun, Nikołaj Kuzniecow, Aleksiej Markow, Anton Szantyr | Kolarstwo torowe       | wyścig na 4000 m na dochodzenie drużynowo |                                                                     |
| Srebro | Inna Lasowska | Lekkoatletyka          | trójskok kobiet                           | 14,98 m                                                             |
| Srebro | Natalia Sadowa | Lekkoatletyka          | rzut dyskiem                              | 66,48 m                                                             |
| Srebro | Walentina Jegorowa | Lekkoatletyka          | maraton kobiet                            | 2:28,05 h                                                           |
| Srebro | Igor Trandienkow | Lekkoatletyka          | skok o tyczce mężczyzn                    | 5,92 m                                                              |
| Srebro | Ilja Markow | Lekkoatletyka          | chód na 20 km mężczyzn                    | 1:20,16 h                                                           |
| Srebro | Michaił Szczennikow | Lekkoatletyka          | chód na 50 km                             | 3:43,36 h                                                           |
| Srebro | Eduard Zienowka | Pięciobój nowoczesny   | mężczyźni indywidualnie                   | 5530 pkt                                                            |
| Srebro | Roman Jegorow, Aleksandr Popow, Władimir Priedkin, Władimir Pyszenko | Pływanie               | sztafeta 4 x 100 m stylem dowolnym        | 3:17,06                                                             |
| Srebro | Władimir Sielkow, Stanisław Łopuchow, Dienis Pankratow, Aleksandr Popow | Pływanie               | sztafeta 4 x 100 m stylem zmiennym        | 3:37,55                                                             |
| Srebro | Siergiej Syrcow | Podnoszenie ciężarów   | waga do 108 kg                            | 420 kg                                                              |
| Srebro | Irina Łaszko | Skoki do wody          | trampolina 3 m kobiety                    | 512,19 pkt                                                          |
| Srebro | Irina Gierasimionok | Strzelectwo            | karabin małokalibrowy trzy postawy 50 m   | 680,1 pkt                                                           |
| Srebro | Marina Łogwinienko | Strzelectwo            | pistolet pneumatyczny 10 m                | 488,5 pkt                                                           |
| Srebro | Aleksandr Biekietow, Pawieł Kołobkow, Walerij Zachariewicz | Szermierka             | szpada mężczyzn drużynowo                 | w finale ulegli drużynie Włoch 43:45                                |
| Srebro | Siergiej Szarikow | Szermierka             | szabla mężczyzn indywidualnie             | w finale przegrał z Stanisławem Pozdniakowem 12:15                  |
| Srebro | Macharbiek Chadarcew | Zapasy                 | styl wolny waga do 90 kg                  | w finale przegrał z Irańczykiem Rasoul Khadem 0:3                   |
| Srebro | Gieorgij Szajduko, Igor Skalin, Dmitrij Szabanow | Żeglarstwo             | klasa Soling                              | w finale przegrali z załogą Niemiec 0:3                             |
| Brąz   | Albiert Pakiejew | Boks                   | waga musza (do 51 kg)                     | w półfinale przegrał z Kubańczykiem Maikro Romero                   |
| Brąz   | Raimkul Małachbiekow | Boks                   | waga kogucia (do 54 kg)                   | w półfinale przegrał z Kubańczykiem Arnaldo Mesą                    |
| Brąz   | Aleksiej Lezin | Boks                   | waga superciężka (powyżej 91 kg)          | w półfinale przegrał z Ukraińcem Władimirem Kliczką                 |
| Brąz   | Jewgienija Boczkariowa, Olga Stirenko, Irina Dziuba, Angelina Juszkowa, Julia Iwanowa, Jelena Kriwosjej                                                                       | Gimnastyka artystyczna | układ drużynowy                           |                                                                     |
| Brąz   | Aleksiej Niemow | Gimnastyka             | ćwiczenia wolne                           | 9,800 pkt                                                           |
| Brąz   | Aleksiej Niemow | Gimnastyka             | ćwiczenia na drążku                       | 9,800 pky                                                           |
| Brąz   | Aleksiej Niemow | Gimnastyka             | ćwiczenia na koniu z łękami               | 9,787 pkt                                                           |
| Brąz   | Oleg Gorobij, Siergiej Wierlin, Gieorgij Cybulnikow, Anatolij Tiszczenko | Kajakarstwo            | K-4 1000 m mężczyzn                       | 2:53,99                                                             |
| Brąz   | Irina Chudoroszkina | Lekkoatletyka          | pchnięcie kulą kobiet                     | 19,35 m                                                             |
| Brąz   | Andriej Korniejew | Pływanie               | 200 m stylem klasycznym                   | 2:13,17                                                             |
| Brąz   | Władisław Kulikow | Pływanie               | 100 m stylem motylkowym                   | 53,13                                                               |
| Brąz   | Marina Łogwinienko | Strzelectwo            | pistolet dowolny 25 m kobiet              | 684,2 pkt                                                           |
| Brąz   | Karina Aznawurian, Julija Garajewa, Marija Mazina | Szermierka             | szpada kobiet drużynowo                   | w walce o brązowy medal pokonały drużynę Węgier 45:44               |
| Brąz   | Anton Czermaszencew, Andriej Głuchow, Dmitrij Rozinkiewicz, Władimir Wołodienkow, Nikołaj Aksionow, Roman Monczenko, Pawieł Mielnikow, Siergiej Matwiejew, Aleksandr Łukjanow | Wioślarstwo            | ósemka mężczyzn                           | 5:45,77                                                             |
| Brąz   | Zafar Gulijew | Zapasy                 | styl klasyczny waga do 48 kg              | w walce o brązowy medal pokonał Koreaczyka Yong Kanga 4:0           |
| Brąz   | Aleksandr Trietjakow | Zapasy                 | styl klasyczny waga do 68 kg              | w walce o brązowy medal pokonał Białorusina Kamandara Madżidowa 4:0 |